# Actus reus
Actus reus (latin för 'den skyldiga handlingen') är ett rättsbegrepp från den romerska rätten för handlingen eller underlåtenheten som utgör själva brottet vid många fullbordade kriminalfall. Actus reus förutsätter vanligen uppsåt (mens rea) för att utgöra brott, varmed exempelvis reflexhandlingar med olycksdigra konsekvenser inte innefattas i termen. Underlåtenhet till handling kan utgöra actus reus om personen är förpliktigad per lag, kontrakt, sedvana med mera, att handla och inte gör så,och likaså vårdslöshet.  Däremot är förberedelse till brott brottsligt utan actus reus, liksom flera roller i concursus necessarius kan vara.
Actus reus kan vara brottsligt på grund av själva utförandet eller uppförandet (som vid rån, våldtäkt, narkotikainnehav), på grund av utgången av handlingen (som vid mord, misshandel), på grund av uppträdandet (som drogfylla), samt underlåtenhet. På grund av uppsåtsrekvisitet (mens rea) räknas inte actus reus som brottslig om handlingen är ofrivillig, varmed brott begångna i sömn, på grund av spasmer, och dylikt inte lagförs, dock räknas som brottsliga de handlingar begångna under och till följd av drogpåverkan. Jämför även rättsvillfarelse.